# Hajmar Labida
Hajmar Labida (arab. حيمر لابدة) – miejscowość w Syrii, w muhafazie Aleppo. W 2004 roku liczyła 3681 mieszkańców.